# Bertilation
Bertilation è una raccolta di Loredana Bertè pubblicato dalla Nar International/Edel Music, in occasione della sua partecipazione al Festival di Sanremo 2008 con il brano Musica e parole.
La raccolta comprende due CD  contenenti brani registrati in due puntate nel programma Musicalmente alla Tv Svizzera Italiana il 13 febbraio 1980 e il 9 settembre 1984.
Il secondo CD contiene una selezione di brani estratti da Babybertè Live 2007.

## Tracce
CD 1
1. Musica e parole – 3:02 (Oscar Avogadro, Loredana Bertè, Alberto Radius) – inedito in studio, presentato al Festival di Sanremo 2008
2. Save me – 2:46 (Franklyn, Ousley)
3. Folle città (Daniele Pace, Oscar Avogadro, Alberto Radius)
4. Dedicato (Ivano Fossati)
5. Macchina del tempo (Mogol-Battisti)
6. Robin Hood (Daniele Pace, Oscar Avogadro, Mario Lavezzi)
7. Sei bellissima (Claudio Daiano, Gian Pietro Felisatti)
8. L'anno che verrà (Lucio Dalla)
9. Prendi fra le mani la testa (Mogol-Battisti)
10. Coccodrilli bianchi
11. E la luna bussò (Daniele Pace, Oscar Avogadro, Mario Lavezzi)
12. Colombo (Attilio De Rosa, Ivan Graziani)

CD 2
1. Savoir faire (Enrico Ruggeri)
2. TV Color (Guido Guglielminetti)
3. Quanto costa dottore (Maurizio Piccoli, Guido Guglielminetti)
4. Full circle (Phil Palmer)
5. Petala (Ivano Fossati, Djavan)
6. Il mare d'inverno (Enrico Ruggeri, Luigi Schiavone)
7. Una sera che piove! (Bernardo Lanzetti)
8. Ragazzo mio (Luigi Tenco)
9. La tigre e il cantautore (Djavan, Bruno Lauzi)
10. I ragazzi italiani
11. Strade di fuoco
12. W la Svezia (Loredana Bertè, Mauro Paoluzzi)
13. J'adore Venice (Ivano Fossati)
14. Per i tuoi occhi (Maurizio Piccoli)
15. Fiume Sand Creek
16. Banda clandestina (Enrico Ruggeri, Djavan)

## Classifiche
| Classifica | Posizione massima |
| ---------- | ----------------- |
| Italia     | 20                |